# Juan Parrochia
Juan Antonio Parrochia Beguin (Traiguén, 1 de abril de 1930-Santiago, 8 de febrero de 2016) fue un arquitecto y urbanista chileno, famoso por ser uno de los líderes del proyecto que ideó y construyó el Metro de Santiago.
Ganador del Premio Nacional de Urbanismo de Chile en 1996, durante sus últimos años fue consultor de la Organización de las Naciones Unidas en desarrollo urbano y profesor titular en la Universidad de Chile.
Su esposa fue la abogada María Mercedes Bravo B., con quien tuvo cinco hijos y dieciocho nietos.

## Biografía
Era hijo del francés Esteban Parrochia, quien viajó a Chile hacia 1920 invitado por un pariente, y de Olga Beguin, hija del cónsul de Suiza en la zona de Traiguén, con quien se casó y tuvo cinco hijos: Pedro, Jorge, Olga, Juan Antonio y Esteban. En un caso excepcional, dos de los cuatro hijos, Esteban y Juan, serían reconocidos años después con premios nacionales: Esteban con el de Medicina en 2008, y Juan con el de Urbanismo en 1996.
Estudió arquitectura en la Facultad de Arquitectura de la Universidad de Chile y se tituló en 1952. Al año siguiente se trasladó a Bélgica a estudiar Urbanismo, que en Chile no existía. Europa vivía el proceso de reconstrucción de sus ciudades destruidas durante la II Guerra Mundial, y a Parrochia ver y trabajar en algunos de esos proyectos le permitió aprender más de urbanismo. Al poco tiempo resolvió que debía aprender cómo funcionaban las grandes ciudades en todo el mundo. Provisto de una motoneta Lambretta 125 que compró de segunda mano en Roma, emprendió un viaje de cuatro años por los cinco continentes.
Para financiar el periplo trabajaba en los lugares donde estaba. Uno que Parrochia recordó especialmente fue Irán, donde integró un equipo de especialistas del Museo del Louvre y de Moscú que participaron en el descubrimiento de un gran templo, el zigurat Choga Zanbil en Irán. En su diario de viaje se lee: “... aquella en Irán, la descubrimos levantando montañas de arena, y apareció toda la torre intacta”. Entre 1953 y 1957 recorrió más de 130 000 kilómetros, 76 países y más de 700 ciudades. En tiempos de la Guerra Fría, un hombre que viajaba en moto, tomaba fotos y anotaba lo que veía resultaba sospechoso; en una oportunidad, cruzando la frontera hacia la Unión Soviética desde China, fue detenido y condenado al fusilamiento, orden que estuvo a punto de ejecutarse, de no ser por la llegada del cónsul de Chile. Entre 1953 y 1954 participó en programas del Ministerio de la Reconstrucción y Urbanismo de Francia para los Grandes Conjuntos Habitacionales. Luego estudió urbanismo en la Universidad de San Lucas, Bélgica, y se tituló de urbanista en 1955. 
De regreso en Chile, en 1957, fue contratado por el Ministerio de Obras Públicas y en paralelo ejerció como profesor en la Facultad de Arquitectura y Urbanismo de la Universidad de Chile, actividad que nunca abandonó. Dos años después de llegar a Chile se casó con María Mercedes Bravo, abogada, con quien tuvo cinco hijos: Olga María, Ana Gloria, Juan Antonio, Mauricio y Claudia, y quien también trabajaría en el proyecto del Metro.
Profundizó en el transporte urbano e interurbano en el Departamento de Estado de los Estados Unidos, donde trabajó en Washington D. C. y San Francisco, y en Milwaukee y San Juan de Puerto Rico trabajó en Sistemas de Áreas Verdes. Para perfeccionarse en los sistemas de metros trabajó en el transporte metropolitano en la Dirección General del Metro de París y visitó los principales sistemas de Metro alrededor del mundo. Parrochia organizaba sus estadías con detalle y coordinaba reuniones con los responsables de la planificación urbana de cada lugar, así como con otros académicos o pensadores. Tomaba notas, hacía dibujos y comentaba sus impresiones, apuntes y cuadernos que hoy guardan sus hijos. Además de los mencionados visitó África, Asia, Australia, América del Norte y del Sur. En particular,  Alemania e Italia en 1968, México y Canadá en 1969.
En 1964, el entonces presidente Eduardo Frei Montalva le encarga buscar una solución al recurrente problema del transporte en Santiago. Desde su puesto en el Ministerio de Obras Públicas había participado junto a otros profesionales en obras como las vías elevadas en Valparaíso, el acceso a los puertos de Talcahuano, las costaneras del Biobío; y en Santiago, en obras como la Circunvalación Américo Vespucio; el sistema de costaneras del río Mapocho, la Avenida Norte-Sur y la Avenida Kennedy, entre otros proyectos. Su última gran obra en Chile fue terminada en 1975, proyectando y liderando la construcción del Metro de Santiago.
En julio de 1975 se realizó la inauguración técnica y el 15 de septiembre se abrió al público entre las estaciones de San Pablo a La Moneda. Dos meses después, Parrochia, el primer presidente del Metro, renunció para dedicarse a la docencia.
Falleció en Santiago el 8 de febrero de 2016.

## Premios
- Oficial de la Orden de Mayo al Mérito, (1970), condecorado por el gobierno argentino debido a su aporte en beneficio de las relaciones chileno-argentinas a través de su obra de la Ruta Nacional 60 por el Paso Internacional Los Libertadores.
- Medalla Metro de Sao Paulo (1974).
- Premio Secretaría Nacional de la Juventud (1974).
- Medalla Metro de París (1975), Premio Bienal de Arquitectura (1979).
- Medalla Rotary Club (1975).
- Medalla Sesquicentenario de la Universidad de Chile (1992).
- Premio Nacional de Urbanismo de Chile (1996),[5] en el año de su instauración.

## Publicaciones
- "Santiago en el Tercer Cuarto del Siglo XX: Transporte Metropolitano en Chile, realizaciones de Metro y Vialidad Urbana" (1980).
- "Isla de Pascua y sus Siete Mundos: Un Posible Plan de Desarrollo para el Futuro" (1982).
- "El Futuro de Ayer y el Futuro de Hoy" (1987).
- "Semi-Urbano y Semi-Humano" (1989).
- "La Metropolítica y Nosotros" (1990);
- "El Plan Tridimensional y la Región Metropolitana de Santiago 1960-2000" (1994)
- "Los Quinientos Años de Santiago y el Segundo Milenio de la Aldea de Huechuraba" (1995), (Ed. F.A.U., Universidad de Chile).